# Королевское общество Виктории

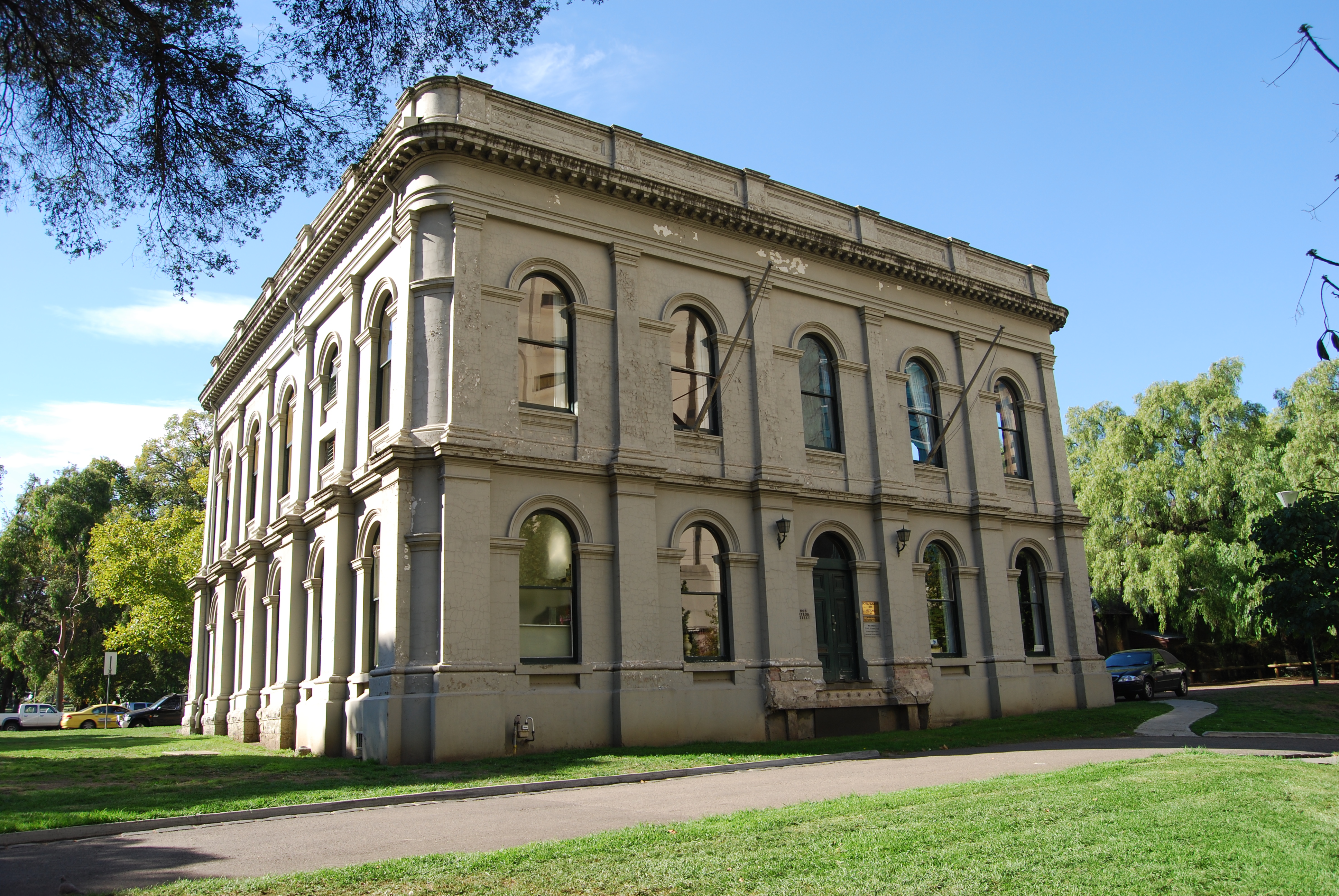
Штаб-квартира Королевского общества Виктории.

Королевское общество Виктории (англ. Royal Society of Victoria, RSV) — старейшее научное общество в штате Виктория, Австралия.
Общество было образовано в 1854 году как Философский институт Виктории в результате слияния Философского общества Виктории (инаугурационный президент Эндрю Кларк) и Викторианского института развития науки (инаугурационный президент сэр Редмонд Барри), оба были основаны ранее. В том же году было установлено, что он оно следует тем же целям и задачам, что и его предшественники. Философский институт получил Королевскую хартию в 1859 году, и первым президентом нового Королевского общества Виктории стал Фердинанд Мюллер (позже барон сэр Фердинанд фон Мюллер), затем правительственный ботаник Виктории. В 1860 году обществу организовало экспедицию Берка и Уилса.
Общество сыграло важную роль в жизни Мельбурна и Виктории, включая создание Мельбурнского музея и национальных парков, созыв первого Австралийского комитета по исследованию Антарктики в 1885 году, организацию экспедиции Берка и Уиллса, создание Викторианского института морских наук в 1978 году (с 1996 года Институт морских и пресноводных ресурсов). Оно продолжает активную деятельность, проводя встречи два раза в месяц в течение года в своей исторической штаб-квартире на La Trobe Street, 8 в центре Мельбурна.

## Президенты
- 1859: Барон сэр Фердинанд Мюллер
- 1860-1863: Сэр Генри Баркли
- 1864: Сэр Фредерик Маккой
- 1865: Джон Игнатий Блисдейл
- 1866-1884: Роберт Эллери
- 1885-1900: Уильям Чарльз Кернот
- 1901: Джеймс Джеймисон
- 1902: Эдвард Джон Уайт
- 1903: Джон Деннант
- 1904: Сэр Уолтер Болдуин Спенсер
- 1905: Джордж Свит
- 1906: Эдвард Джон Данн
- 1907: Колдер Э. Оливер
- 1908-1909: Пьетро Паоло Джованни Эрнесто Бараччи
- 1910-1911: Эрнест Уиллингтон Скейтс
- 1912-1913: Джон Шефард
- 1914-1915: Томас Сержант Холл
- 1916-1917: Уильям А. Осборн
- 1918-1919: Джеймс А. Кершоу
- 1920-1921: Альфред Джеймс Юарт
- 1922-1923: Фрэнк Висвулд
- 1924: Томас Хауэлл Лэби
- 1925-1926: Джозеф Мейсон Болдуин
- 1927-1928: Уилфред Иде Агар
- 1929-1930: Фредерик Чапман
- 1931-1932: Герберт С. Саммерс
- 1933-1934: Уильям Джон Янг
- 1935-1936: Норман А. Эссерман
- 1937-1938: Сэмюэл М. Уодхем
- 1939-1940: Даниэль Дж. Махони
- 1941-1942: Рувим Т. Паттон
- 1943-1944: Уильям Барагванат
- 1945-1946: Джон Кинг Дэвис
- 1947-1948: Дермот А. Кейси
- 1949-1950: Филипп Кросби Моррисон
- 1951-1952: Джон С. Тернер
- 1953-1954: Фрэнк Лесли Стиллвелл
- 1955-1956: Эдвин С. Хиллз
- 1957-1958: Валентина Г. Андерсон
- 1959-1960: Джеффри В. Липер
- 1961-1962: Ричард Р. Гарран
- 1963-1964: Ричард Томас Мартин Пескотт
- 1965-1966: Джон Х. Чиннер
- 1967-1968: Филипп Гарт Лоу
- 1969-1970: Эдмунд Двен Гилл
- 1971-1972: Альфред Данбавин Бутшер
- 1973-1974: Сэр Роберт Резерфорд Блэквуд
- 1975-1976: Джеймс Д. Моррисон
- 1977-1978: Джон Ф. Ловеринг
- 1979-1980: Лайонел Л. Стаббс
- 1980-1982: Гордон Д. Эйчисон
- 1983-1984: Дэвид М. Черчилль
- 1985-1986: Гриша А. Скловский
- 1986-1987: Теренс П. О'Брайен
- 1987 (Июль-декабрь): Гриша А. Скловский
- 1988-1990: Уильям Р.С. Бриггс
- 1991-1992: Грэм Ф. Уотсон
- 1993-1994: Джон В. Зиллман
- 1995-1996: Максвелл Г. Лей
- 1997-1998: Профессор Эм. Герберт Х. Болотин
- 1999-2001: Доцент Гордон Д. Сансон
- 2001-2003: Доцент Нил В. Арчболд
- 2006-2007: Доцент Брюс Ливетт
- 2007-2010: Профессор Грэм Д. Барроуз
- 2010-2012: Профессор Линн Селвуд
- 2013-2017: Уильям Д. (Билл) Берч
- 2017- : Дэвид Зерман

## Публикации
- Proceedings of the Royal Society of Victoria. Melbourne : The Society, 1889- Semiannual. ISSN 0035-9211. Formerly the Transactions and proceedings of the Royal Society of Victoria